# فانلاي
فانلاي (بالفرنسية: Vanlay)‏ هي بلدية تقع في فرنسا في Canton of Chaource. يقدر عدد سكانها بـ 310 نسمة ومساحتها 25.91 كم2 وترتفع عن سطح البحر 145 متر.